# Arne Somersalo
Arne Sakari Somersalo (till 1906 Sommer), född 6 mars 1891 i Tammerfors, död 17 augusti 1941 i Kiestinki, Östkarelen, var en finländsk militär och politiker.
Somersalo studerade naturvetenskap i Jena 1914 och avlade 1915 officersexamen i Lockstedt samt deltog 1916–1918 i striderna på västfronten som tysk husarlöjtnant. Efter återkomsten till hemlandet tjänstgjorde han vid försvarsmakten som kommendör för luftstridskrafterna 1920–1926. Han blev överstelöjtnant 1926.
Därefter ägnade sig Somersalo åt politisk verksamhet bland annat som gemensam chefredaktör för ett antal IKL-provinstidningar (signatur Antti Suomenpoika) och som IKL-riksdagsman 1933–1935. Under fortsättningskriget stupade han som befälhavare för en motoriserad avdelning.
Somersalo författade bland annat Taisteluvuosien varrelta (1928), minnen från första världskriget, och Totuus Mäntsälästä (1932), en redogörelse för händelseförloppet under Mäntsäläupproret.